# 子宫内膜样肿瘤
子宫内膜样肿瘤（Endometrioid tumors），是一类和子宫内膜癌相似的肿瘤，其中三分之一的病例有鳞状上皮分化特征。

## 卵巢
发现于卵巢部位的子宫内膜样肿瘤属于卵巢肿瘤下的表面上皮间质肿瘤，此类疾病在其总类的20%。原发性或边界性的变体非常罕见，绝大多数均为恶性肿瘤。子宫内膜异位症与初级的子宫内膜癌有关联。
在病理学的检查中，肿瘤通常呈囊性，有时为实性，一些会病变为囊性子宫内膜异位。在40%的案例中，会发现患者也患有子宫内膜样肿瘤。

## 子宫内膜
此疾病也经常发现于子宫内膜中。
第1级和第2级被视为“第一类”子宫内膜癌，第3级被视为“第二类”。